# Йохан XI фон Салм-Кирбург-Мьорхинген
Йохан XI Салм-Кирбург-Мьорхинген (на немски: Johann XI zu Salm-Kyrburg-Mörchingen; * 17 април 1635; † 16 ноември 1688, Флонхайм, Рейнланд-Пфалц) е вилд – и Рейнграф на Салм-Кирбург-Мьорхинген.

## Биография
Той е единстевеният син на вилд – и Рейнграф Ото Лудвиг фон Салм-Кирбург-Мьорхинген (1597 – 1634) и съпругата му графиня Анна Магдалена фон Ханау (1600 – 1673), вдовица на граф Лотар фон Крихинген († 1629), дъщеря на граф Йохан Райнхард I фон Ханау-Лихтенберг (1569 – 1625) и първата му съпруга графиня Мария Елизабет фон Хоенлое-Нойенщайн-Вайкерсхайм (1576 – 1605). Майка му Анна Магдалена се омъжва трети път на 8 април 1636 г. за граф Фридрих Рудолф фон Фюрстенберг-Щюлинген (1602 – 1655).
Йохан XI се ражда след смъртта на баща му. С неговата смърт на 16 ноември 1688 г. във Флонхайм линията „Салм-Кирбург-Мьорхинген“ изчезва. Той е погребан в градската църква на Кирн.

## Фамилия
Йохан XI се жени на 27 декември 1669 г. в Мьорхинген за пфалцграфиня Елизабет Йохана фон Пфалц-Велденц (* 22 февруари 1653, Лаутерекен; † 5 февруари 1718, Мьорхинген), дъщеря на пфалцграф и херцог Леополд Лудвиг фон Пфалц-Велденц-Лютцелщайн (1625 – 1694) и съпругата му графиня Агата Христина фон Ханау-Лихтенберг (1632 – 1681). Те нямат деца.
Вдовицата му Елизабет Йохана фон Пфалц-Велденц получава за вдовишка резиденция дворец Мьорхинген и принадлежащите му места, също господствата Димеринген и Хелфинген в Елзас за доживотно ползване.